# Горобець Віта Віталіївна
Ві́та Віталіївна Горобе́ць (* 1996) — українська баскетболістка, форвард. У складі національної збірної України виступала на турнірах з класичного баскетболу і баскетболу 3х3. Заслужений мастер спорту України. 

## З життєпису
Народилася 1996 року в Кошеві Тетіївського району Київської області. Брала участь у чемпіонаті Європи 2017 року.
Станом на 2020 рік виступає за БК «Прометей».